# Saint-Aignan-le-Jaillard
Saint-Aignan-le-Jaillard és un municipi francès, situat al departament del Loiret i a la regió de Centre – Vall del Loira. L'any 2007 tenia 557 habitants.

## Demografia

### Població
El 2007 la població de fet de Saint-Aignan-le-Jaillard era de 557 persones. Hi havia 252 famílies, de les quals 60 eren unipersonals (16 homes vivint sols i 44 dones vivint soles), 108 parelles sense fills, 68 parelles amb fills i 16 famílies monoparentals amb fills.
La població ha evolucionat segons el següent gràfic:
Habitants censats

### Habitatges
El 2007 hi havia 303 habitatges, 252 eren l'habitatge principal de la família, 25 eren segones residències i 26 estaven desocupats. 294 eren cases i 8 eren apartaments. Dels 252 habitatges principals, 207 estaven ocupats pels seus propietaris, 43 estaven llogats i ocupats pels llogaters i 2 estaven cedits a títol gratuït; 2 tenien una cambra, 9 en tenien dues, 60 en tenien tres, 83 en tenien quatre i 98 en tenien cinc o més. 93 habitatges disposaven pel capbaix d'una plaça de pàrquing. A 107 habitatges hi havia un automòbil i a 124 n'hi havia dos o més.

### Piràmide de població
La piràmide de població per edats i sexe el 2009 era:
| Homes | Edats   | Dones |
| ----- | ------- | ----- |
| 0     | 95 o +  | 0     |
| 0     | 90 a 94 | 0     |
| 4     | 85 a 89 | 4     |
| 4     | 80 a 84 | 8     |
| 8     | 75 a 79 | 16    |
| 28    | 70 a 74 | 8     |
| 8     | 65 a 69 | 24    |
| 36    | 60 a 64 | 24    |
| 8     | 55 a 59 | 24    |
| 24    | 50 a 54 | 20    |
| 28    | 45 a 49 | 24    |
| 24    | 40 a 44 | 24    |
| 12    | 35 a 39 | 20    |
| 8     | 30 a 34 | 12    |
| 20    | 25 a 29 | 16    |
| 12    | 20 a 24 | 0     |
| 16    | 15 a 19 | 24    |
| 16    | 10 a 14 | 24    |
| 0     | 5 a 9   | 12    |
| 4     | 0 a 4   | 12    |

## Economia
El 2007 la població en edat de treballar era de 359 persones, 261 eren actives i 98 eren inactives. De les 261 persones actives 243 estaven ocupades (127 homes i 116 dones) i 18 estaven aturades (5 homes i 13 dones). De les 98 persones inactives 60 estaven jubilades, 9 estaven estudiant i 29 estaven classificades com a «altres inactius».

### Ingressos
El 2009 a Saint-Aignan-le-Jaillard hi havia 258 unitats fiscals que integraven 565,5 persones, la mediana anual d'ingressos fiscals per persona era de 18.942 €.

### Activitats econòmiques
Dels 13 establiments que hi havia el 2007, 4 eren d'empreses de construcció, 4 d'empreses de comerç i reparació d'automòbils, 1 d'una empresa de transport, 2 d'empreses d'hostatgeria i restauració, 1 d'una empresa financera i 1 d'una empresa de serveis.
Dels 2 establiments de servei als particulars que hi havia el 2009, 1 era una fusteria i 1 restaurant.
L'any 2000 a Saint-Aignan-le-Jaillard hi havia 11 explotacions agrícoles que ocupaven un total de 705 hectàrees.

## Equipaments sanitaris i escolars
El 2009 hi havia una escola elemental integrada dins d'un grup escolar amb les comunes properes formant una escola dispersa.

## Poblacions més properes
El següent diagrama mostra les poblacions més properes.